# История Маврикия
Известная история Маврикия начинается с его открытия европейцами и его появления на картах в начале шестнадцатого века. Маврикий был последовательно колонизирован голландцами, французами и англичанами, и стал независимым в 1968 году.

## Период колонизации

### Открытие
Неоднократно предполагалось, что Маврикий был впервые открыт арабами, которые назвали остров Дина Хароби. Первое историческое свидетельство существования острова, известного как Маврикий, находилось на карте производства итальянского картографа Альберто Кантино в 1502 году. Кантино показал три острова, которые, как считается, представляют Маскаренские острова (Реюньон, Маврикий и Родригес) и назвал их Дина Маграбин, Дина Хароби и Дина Мораре.

### Введение
Маврикий - островное государство, расположенное в Индийском океане, между Мадагаскаром и Сейшельскими островами. Оно состоит из одного большого острова Маврикий и нескольких мелких островов.  Маврикий является уникальным местом, где сосуществуют разные культуры, религии и языки, что делает его привлекательным для туристов со всего мира.

### Краткая история
Остров Маврикий был открыт португальскими мореплавателями в 1507 году. В 1598 году он был назван в честь португальского мореплавателя Мориса де Новы. В XVII веке остров стал объектом борьбы между Францией, Голландией и Британией. В 1715 году Маврикий стал колонией Франции. В 1810 году остров был захвачен Британией, которая управляла им до 1968 года.

### Население
Население Маврикия составляет около 1,2 миллиона человек. Большинство населения составляют индо-маврикийцы (73%), за которыми следуют креолы (26%) и другие этнические группы (1%).

### Проникновение португальцев (1507—1513)
Маврикий был открыт и посещался португальцами между 1507 и 1513 годами.
На официальной карте мира Диогу Рибейру писал:

…с запада на восток, первый остров, Маскаренские острова, во-вторых, Санта Аполлония и третий, Доминго Фройц. Три острова (Реюньон, Маврикий и Родригес) были обнаружены несколько лет назад случайно, во время поисковой экспедиции на побережье Бенгальского залива во главе с Тристаном да Кунья. Экспедиция столкнулась с циклоном и была вынуждена изменить курс. Таким образом, судно «Кирна» капитана Диогу Фернандиша Перейра, увидело Реюньон 9 февраля 1507. Они назвали остров Санта-Аполлония («Санкт-Аполлония») в честь святого того дня. Маврикий был обнаружен в ходе той же экспедиции и получил название Кирна и Родригес у Диогу Фернандиша.
Пять лет спустя, острова посетил Педру ди Маскареньяс, который дал название островам региона. Португальцы не интересовались этими изолированными островами. Они уже осваивались в Азии, в Гоа, на побережье Малабара, на острове Цейлон (ныне Шри-Ланка) и Малайзийском побережье.
Португальские мореплаватели предпочитали использовать Мозамбик как отправную точку в Индию, так как это была их главная африканская база. Коморские острова в северной оказался более практичным портом. Таким образом, постоянная колония так и не была основана на острове португальцами.

### Проникновение голландцев (1598—1637)
В 1598 году из порта Тексел (Нидерланды) отплыла в Индию голландская экспедиция под командованием адмиралов Жака Корнелиуса ван Нека и Вайбрандта ван Варвика, состоящая из восьми кораблей. Все они столкнулись с непогодой, пройдя мыс Доброй Надежды, после чего эскадра разделилась. Три корабля нашли свой путь к северо-востоку от Мадагаскара, в то время как остальные пять перегруппировались и отправились в юго-восточном направлении. 17 сентября пять кораблей под командованием адмирала ван Варвика увидели остров, а 20 сентября вошли в защищенную бухту, которой они дали название «Порт де Варвик» (в настоящее время имя «Гранд Порт»). Они высадились и решили назвать остров в честь принца Морица Нассауского, или графа Морица, штатгальтера Голландии из дома Нассау, латинский вариант имени которого звучало как «Маврикий». 
С тех пор острова «Порт де Варвик» использовались голландцами как перевалочный пункт. В 1606 году две экспедиции впервые высадились в северо-западной части острова, в том месте, где позже возник Порт-Луи. Экспедиция, состоящая из одиннадцати кораблей и 1357 мужчин под командованием адмирала Корнелиуса, вошли в бухту, которую назвали Рад де Тортуэсс, т. е. «гавань черепахи», из-за большого количества встретившихся им там этих животных.
Начиная с этой даты, голландские моряки остановили свой выбор на Рад де Тортуэсс в качестве главной гавани. В 1615 году в этой бухте произошла гибель губернатора Питера Оба, возвращавшегося из Индии с четырьмя богато гружеными судами. В это же время в Индийском океане начались набеги английских пиратов.

### Голландская колонизация (1638—1710)
Голландская колонизация началась в 1638 году и закончилось в 1710 году, с кратким перерывом между 1658 и 1666 годами. Непрерывные трудности, такие как циклоны, засухи, нашествия насекомых, нехватки продовольствия и болезни, наконец, сделали своё дело, и остров был окончательно заброшен в 1710 году.
Остров был не постоянно обитаем сорок лет после его открытия голландцами, но в 1638 году Корнелиус Гойер создал первое постоянное голландское поселение на острове Маврикий с населением из двадцати пяти человек. Таким образом, он стал первым губернатором острова. Гойер было поручено разработать коммерческий потенциал острова, но он не сделал ничего, и поэтому он был отозван. Его преемником был Адриан ван дер Стел которые начали развитие по-настоящему, развивая экспорт чёрного дерева. Для целей, Ван дер Стел привез 105 малагасийских рабов на остров. В течение первой недели, шестидесяти рабам удалось бежать в леса, и только около двадцати из них в конечном итоге были пойманы.
В 1644 году островитяне столкнулись с многомесячными трудностями, в связи с задержкой поставок, неурожаев и циклонов. В течение этих месяцев, колонисты могли рассчитывать только на себя, рыбалку и охоту. Тем не менее, Ван дер Стел обеспечил привоз 95 рабов из Мадагаскара, а затем был переведен на Цейлон. Его заменил Яков ван дер Меерш. В 1645 году, последний привел на 108 больше малагасийских рабов. Ван дер Меерш в сентябре 1648 и был заменен Райнером Пором.
16 июля 1658 года, почти все жители покинули остров, за исключением мальчика и двух рабов, нашедших приют в лесах. Таким образом, первая попытка колонизации острова голландцами закончилась плохо.
В 1664 году Вторая попытка была предпринята, но также закончилась плохо, так как люди выбранные для этой работы отказались от своего больного командира, Ван Ниланда, который без надлежащего лечения, в конце концов умер.
Исаак Йоханнес Ламотиус стал новым губернатором. Ламотиус губернаторствовал до 1692 года, когда он был депортирован в Батавию на суд для преследования колонист, жена которого отказались принять его ухаживания. Таким образом в 1692 году новый губернатор, Ройлоф Деодати, был назначен. Он пытаясь развивать острова, Деодати столкнулся со многими проблемами, такими как циклоны, нашествия насекомых, болезнями крупного рогатого скота и засухами. Обескураженный, Деодати в конце концов сдался и был заменен Авраам Момбер Ван де Вельде. Последнему повезло не больше и в конечном итоге стал последним голландским губернатором острова на этот период. Таким образом голландцы окончательно покинули остров в 1710 году.

### Французское правление (1710—1810)
Заброшенный голландцами, остров стал французской колонией, и в сентябре 1715 г. сюда приплыл Гийом Дюфрен д’Арсель. Он назвал остров «Иль-де-Франс».
Маэ де ла Бурдоннэ построил Порт-Луи, военно-морскую базу и центр судостроения. Под его губернаторством были построены многочисленные здания, некоторые из которых сохранились и по сей день: часть Дома правительства, Шато-де-Монплезир в Памплемуссе и казармы. Остров был отдан под управление Французской Ост-Индской компании, которая сохраняла своё присутствие на Маврикии до 1767 года.
За короткий период во время Французской революции жители создали правительство, практически не зависящее от Франции.
Во время наполеоновских войн Иль-де-Франс стал базой французских корсаров организовавших ряд успешных налетов на британские торговые суда. Набеги продолжались до 1810 года, когда сильная английская экспедиция была послана для захвата острова. Предварительная атака была сорвана в Гранд Порт в августе 1810 года, но главная атака в декабре того же года от Родригеса, который был захвачен год назад, прошла успешно. Британцы высадились в большом количестве в северной части острова и быстро одолели французов, те капитулировали. По Парижскому договору в 1814 году, Иль-де-Франс был переименован в Маврикий и отошел к Великобритании, равно как и Родригес и Сейшельские острова. В акте о капитуляции британцы обещали, что они будут уважать язык, обычаи, законы и традиции жителей.

### Британское управление (1810—1968)
Британская администрация, которая началась с Роберта Таунсенда Фарквхар на посту губернатора, последовали быстрые социальные и экономические изменения. Одним из самых важных событий была отмена рабства 1 февраля 1835 года. Плантаторы получили компенсацию в размере двух миллионов фунтов стерлингов за потерю их рабов, которые были импортированы из Африки и Мадагаскара во время французской оккупации.
К началу английской колонизации население Маврикия составляло около 70 тыс. человек (из них свыше 50 тыс. — рабы). В 1835 году рабство было отменено. К тому времени число рабов составляло 77 тыс. (из 96 тыс. жителей). Для сельскохозяйственных работ на Маврикий с 1830-х годов стали ввозить рабочих из Индии (ещё раньше, с 1829 года, стали прибывать рабочие из Китая). К 1861 году число иммигрантов индийского происхождения достигло почти 300 тысяч. На Маврикии быстро увеличивалось производство сахара, началось выращивание чая, табака.
Выборы в 1947 году для вновь созданного законодательного собрания отмечены на Маврикие как первые шаги к самоуправлению, и были выиграны Лейбористской партией во главе с Ги Роземонтом. Впервые франкофонская элита была отстранена от правления. Кампания в поддержку независимости набрала обороты после 1961 года, когда британцы согласились разрешить дополнительное самоуправление и в конечном итоге независимость. Коалиция состояла из Лейбористской партии Маврикия (MLP), мусульманского комитета действий (CAM) и Независимых Форвард Блока (ПУТ) — традиционалистской индуистской партии — получил большинство в 1967 году на выборах в Законодательную Ассамблею, несмотря на оппозицию франко-Маврикия и их креольский сторонников и Социал-демократической партии (PMSD). Конкурс был интерпретирован в местном масштабе как референдум о независимости. Округ № 15 был ключом к победе сторонников независимости. Альянс MLP смог победить в этом округе только за счёт поддержки CAM. Сэр Севозагур Рамголам, MLP руководитель и первый министр в колониальном правительстве, стал первым премьер-министром после обретения независимости, 12 марта 1968 года. Это событие предшествовало периоду коммунальных беспорядков, взятый под контроль при содействии британских войск. Коммунальные беспорядки, которые предшествовали независимости привели к около 300 смертей.

## Независимость
Маврикий стал независимым государством 12 марта 1968 года. Официальным главой государства, тем не менее, оставалась британская королева Елизавета II, представленная на острове генерал-губернатором. Первым генерал-губернатором, на период до 27 августа 1968 года, стал сэр Джон Шоу Ренни — бывший до этого последним губернатором Маврикия в статусе колонии.
6—7 февраля 1975 года на остров Маврикий обрушился сильнейший тропический циклон Cervaise, ливень и ветер скоростью до 280 километров в час. На острове были уничтожены почти все постройки, посевы и линии электропередач, вышли из строя водоснабжение и телефонная связь, погибли десятки человек. В спасательной операции принимал участие отряд советских кораблей — крейсер «Дмитрий Пожарский», океанографическое судно «Севан», танкер «Полярный».
В декабре 1991 года Конституция была изменена, и 12 марта 1992 года Маврикий стал республикой в рамках Содружества. Последний генерал-губернатор, сэр Версами Рингадо, стал временным президентом. Его преемником 30 июня 1992 года стал Кассам Утеем.